# Mühlenbarbek
Mühlenbarbek est une commune allemande du Schleswig-Holstein, située dans l'arrondissement de Steinburg (Kreis Steinburg), à trois kilomètres à l'ouest de la ville de Kellinghusen. Mühlenbarbek est l'une des 19 communes de l'Amt Kellinghusen dont le siège est à Kellinghusen.